# Benjamin P. Lamberton

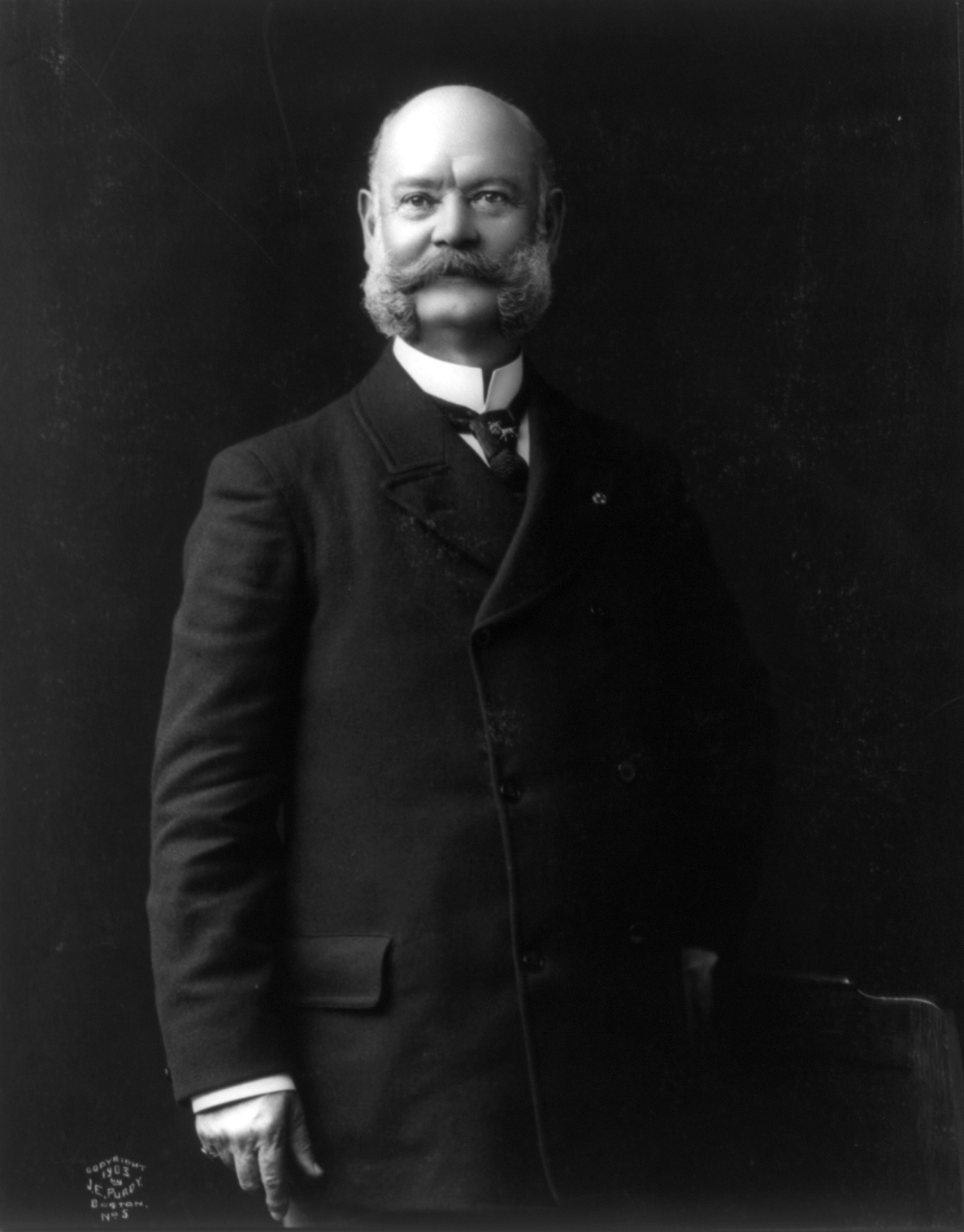
Benjamin Peffer Lamberton (1903)

Benjamin Peffer Lamberton (* 25. Februar 1844 im Cumberland County, Pennsylvania; † 9. Juni 1912 in Washington, D.C.) war ein Konteradmiral der United States Navy, der im Spanisch-Amerikanischen Krieg diente.

## Leben
Lamberton wurde als Sohn von James Findlay Lamberton und Elizabeth Peffer geboren. Er besuchte die Carlisle High School und die Dickinson Preparatory School, bevor er ab 1862 für drei Jahre am Dickinson College war. Er war Mitglied der Belles Lettres Literary Society.
Seine weitere Ausbildung erfolgte an der Naval Academy. Am 21. September 1861 wurde er zum Midshipman ernannt. Während des Sezessionskrieges diente er 1864 an Bord der USS America, und 1865 auf der USS Susquehanna.
Im Februar 1873 heiratete Lamberton Elizabeth Steadman. Der Ehe entsprangen drei Kinder.
Von 1868 bis 1885 stand Lamberton im Rang eines Lieutenant Commander, danach stieg er zum Commander auf. Im Jahr 1898 erhielt er ursprünglich den Auftrag, den Geschützten Kreuzer Boston des US-Asiengeschwaders zu befehligen. Jedoch wurde er am 17. Mai zum Captain befördert und unter Admiral George Dewey als Chief of Staff auf dem Flaggschiff Olympia während der Schlacht in der Bucht von Manila eingesetzt.
Am 11. September 1903 wurde Lamberton zum Konteradmiral befördert. Seinen Ruhestand verbrachte er in Washington, DC. Er war ein persönlicher Freund des Präsidenten Grover Cleveland. Nach seinem Tod wurde der Zerstörer Lamberton nach ihm benannt, Taufpatin war seine Enkelin Miss Isabell Stedman Lamberton. Sein Grab befindet sich auf dem Nationalfriedhof Arlington.